# Hradec-Nová Ves
Hradec-Nová Ves là một làng thuộc huyện Jeseník, vùng Olomoucký, Cộng hòa Séc.